# Alsó ajkat lefelé húzó izom

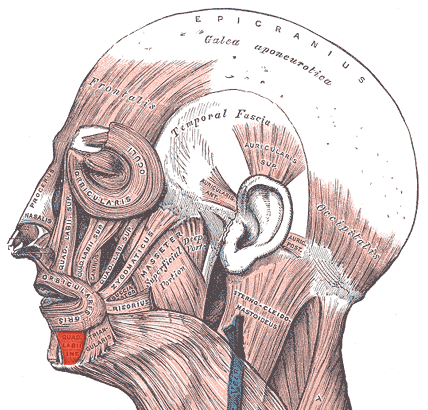
Az arc izmai (a nyíl mutatja az alsó ajkat lefelé húzó izmot)

Az alsó ajkat lefelé húzó izom (vagy alsó ajak négyszögű izma, latinul musculus depressor labii inferioris vagy musculus quadratus labii inferioris) egy apró izom az ember állán.

## Eredés, tapadás, elhelyezkedés
Az állkapocs (mandibule) elülső részének oldalsó részéről ered az állcsúcsi izom (musculus menatlis) és a szájzugot lefelé húzó izom (musculus depresszor anguli oris) közül. Az alsó ajakhoz és a száj körüli izomhoz (musculus orbicularis oris) tapad a szájzugban.

## Funkció
Segíti lefelé húzni az alsó ajkat.

## Beidegzés, vérellátás
Az arcideg (ez a VII. agyideg ami magyarul az arcideg) idegzi be és az arteria facialis látja el vérrel.